# Alexander Wurz
Alexander Wurz (Waidhofen an der Thaya, 15 februari 1974) is een Oostenrijks voormalig Formule 1-coureur.
Hij reed van 1997 tot 2000 voor Benetton Formula en van 2001 tot 2005 voor McLaren. Bij McLaren fungeerde Wurz als testrijder, maar mocht tijdens de GP van San Marino in 2005 de coureur Juan Pablo Montoya vervangen. Deze race finishte Wurz op een vierde positie, maar werd uiteindelijk derde dankzij de diskwalificatie van Jenson Button. Op 2 januari 2006 maakte Williams F1 bekend dat Wurz bij hen had getekend. Wurz verschijnt in 2007 voor het eerst sinds 7 jaar weer aan de start van een kampioenschap , als tweede rijder bij dit team. Op 10 juni van dat jaar bezorgde hij het Williams-team een podiumpositie op het Canadese Circuit Gilles Villeneuve. Na de Grand Prix van Shanghai in 2007 kondigde Wurz zijn vertrek aan als Formule 1 coureur vanwege motivatieproblemen.
Hij kwam later terug op zijn besluit om te stoppen in de Formule 1. In 2008 was hij de officiële testcoureur van het team van Honda F1. Op 5 december 2008 maakte dat team bekend te stoppen met al haar Formule 1 activiteiten.
Zijn vader, Franz Wurz, was vroeger een bekend rallycrosser en in 1974, 1976 en 1982 Europees kampioen van deze autosport. Wurz' zoon Charlie Wurz is ook autocoureur

## Formule 1-carrière
| Jaar/Jaren    | Team     |
| ------------- | -------- |
| 1997 t/m 2000 | Benetton |
| 2005          | McLaren  |
| 2007          | Williams |
| 2008          | Honda    |

|                       | 1997 | 1998 | 1999 | 2000 | 2005 | 2007 | Totaal |
| --------------------- | ---- | ---- | ---- | ---- | ---- | ---- | ------ |
| Aantal races          | 3    | 16   | 16   | 17   | 1    | 16   | 69     |
| Aantal zeges          |      |      |      |      |      |      | 0      |
| Aantal pole-positions |      |      |      |      |      |      | 0      |
| Aantal snelste ronden |      |      |      |      |      |      | 0      |
| Aantal podiumplaatsen | 1    |      |      |      | 1    | 1    | 3      |
| Aantal WK-punten      | 4    | 17   | 3    | 2    | 6    | 13   | 45     |
| Eindstand WK          | 14   | 8    | 13   | 15   | 17   | 11   |        |

(Bijgewerkt t/m 24 oktober 2007)

## Endurance carrière
| Jaar/Jaren | Race               | Team          |
| ---------- | ------------------ | ------------- |
| 1996       | 24 uur van Le Mans | Joest-Porsche |
| 2009       | 24 uur van Le Mans | Peugeot       |